# روجر إل. سيمون
روجر إل. سيمون (بالإنجليزية: Roger L. Simon)‏ (22 نوفمبر 1943، نيويورك في الولايات المتحدة)؛ كاتب سيناريو وروائي أمريكي. درس في كلية دارتموث.

## روابط خارجية
- روجر إل. سيمون على موقع IMDb (الإنجليزية)
- روجر إل. سيمون على موقع ألو سيني (الفرنسية)
- روجر إل. سيمون على موقع قاعدة بيانات الأفلام السويدية (السويدية)
- روجر إل. سيمون على موقع قاعدة بيانات الفيلم (الإنجليزية)
- روجر إل. سيمون على موقع كينوبويسك (الروسية)